# 津軽りんご大橋
津軽りんご大橋（つがるりんごおおはし）は、青森県弘前市種市と北津軽郡板柳町掛落林を結び、岩木川を跨ぐ橋である。供用前の仮称は板柳大橋であった。青森県道125号小友板柳停車場線の一部をなす。2003年11月7日開通。7径間連続非合成鈑桁橋で、全長は305.3m、幅員は車道9.5m、歩道2mである。